# Chirine El Ansary
Pour les articles homonymes, voir El Ansary.
Chirine El Ansary, née en Égypte en 1971, est une conteuse et actrice égyptienne.

## Biographie
Née en 1971 à Gizeh en Égypte,, elle écoute durant son enfance les histoires de sa grand-mère, des contes mais aussi des récits de vie des gens. Elle vit en Égypte, part en Algérie puis en France, avant de retourner au Caire où elle étudie le théâtre à l’Université américaine. Elle effectue un retour par la suite à Paris à l’École International de Théâtre Jacques Lecoq et à Londres au Goldsmiths College University of London. Elle se passionne pour le travail du corps et de la voix, et montre un intérêt particulier pour le récit mêlé à la poésie et à la danse,,,.
C’est en 1992/1993, parallèlement à son métier de comédienne, qu’elle commence une réécriture des Mille et Une Nuits, en intégrant des éléments contemporains,  des éléments de sa vie cairote, de ses souvenirs d’enfance, et de ses voyages dans les déserts et les villages égyptiens, avec des récits qui s’emboîtent les uns dans les autres comme des poupées russes,. « Le texte des Mille et Une Nuits est très riche et très beau, il englobe toutes les techniques de contes et les différents genres d’histoires », explique-t-elle « Il est extrêmement actuel tout en étant très ancien, c’est pourquoi il en appelle à la mémoire collective. C’est un texte universel par excellence, en évolution permanente. Les sujets antiques y côtoient des thèmes d’une modernité et d’une liberté surprenantes. Ce récit se prête donc parfaitement à la recherche qui m’anime et qui consiste à jeter un pont entre tradition et modernité ». Elle met aussi l’accent sur le caractère moderne de ces contes : « En travaillant sur un texte comme Les Mille et Une Nuits, on découvre que des valeurs et des libertés sociales qu’on croyait importées de l’Occident, ne le sont en fait pas et qu’elles existent bel et bien dans notre culture. Dans la pensée, dans l’imaginaire des Mille et Une Nuits, il y avait une liberté créatrice et une manière de voir très abstraite. Le rapport entre les sexes par exemple est extrêmement moderne ».
Elle crée également une adaptation de l’Épopée hilalienne. La première de ce spectacle a lieu à Londres, au Barbican Centre, en 2005.
Parlant l’arabe, le français et l’anglais, jouant des sonorités de ces différentes langues et les mêlant, elle  se produit sur des scènes de différents pays (Canada, Liban, Angleterre, Norvège, Suède, France, Egypte, etc.) et dans différents festivals, comme par exemple le Festival de l'Imaginaire en France, ou le Festival interculturel du conte de Montréal au Québec,,,. Elle a également animé des émissions radiophoniques, à la BBC et sur RMC.